# Schizothorax lissolabiatus
Schizothorax lissolabiatus är en fiskart som beskrevs av Tsao, 1964. Schizothorax lissolabiatus ingår i släktet Schizothorax och familjen karpfiskar. Inga underarter finns listade i Catalogue of Life.